# Donato Di Santo
Donato Di Santo (Bomba, 23 gennaio 1958) è un politico italiano, dal 18 maggio 2006 all'8 maggio del 2008 sottosegretario agli Esteri nel secondo governo Prodi, con delega per l'America Latina.

## Biografia
Emigrato giovanissimo in Brianza con la famiglia, cominciò a lavorare a quindici anni come operaio metalmeccanico riuscendo col tempo ad entrare nel consiglio di fabbrica. Diplomato geometra, si iscrisse al Partito Comunista Italiano e nel 1983 divenne segretario provinciale del PCI a Lecco, carica che mantenne fino al 1989.
Consigliere provinciale a Como dal 1980 al 1985, nel 1989 si trasferì a Roma dove lavorò come responsabile del PCI per le relazioni politiche con l'America Latina, incarico che ricoprì ininterrottamente anche nel Partito Democratico della Sinistra e nei Democratici di Sinistra, fino al 2004.
Nel 1994 pubblica il libro "Rivoluzione addio, il futuro della nuova sinistra latinoamericana" e nel frattempo scrive per varie testate tra cui l'Unità ed il manifesto. Dall'aprile del 2004 al maggio del 2006 è presidente della ONG di cooperazione internazionale Movimondo.